# Dosinia subrosea
Dosinia subrosea позната још по називу fine dosinia је врста слановодних морских шкољки средње величине из рода Dosinia и породице Veneridae тзв. Венерине шкољке.

## Распрострањење
Нови Зеланд су једино познато природно станиште врсте.

## Станиште
Станиште врсте је море, подручја са сланом водом.

## Синоними
- Arthemis subrosea Gray, 1835
- Dosinia (Phacosoma) subrosea (Gray, 1835) · прихватио, алтернативно представио
- Dosinia (Phacosoma) wanganuiensis Marwick, 1928 †
- Dosinia kraussii Römer, 1862